# Ordbilder

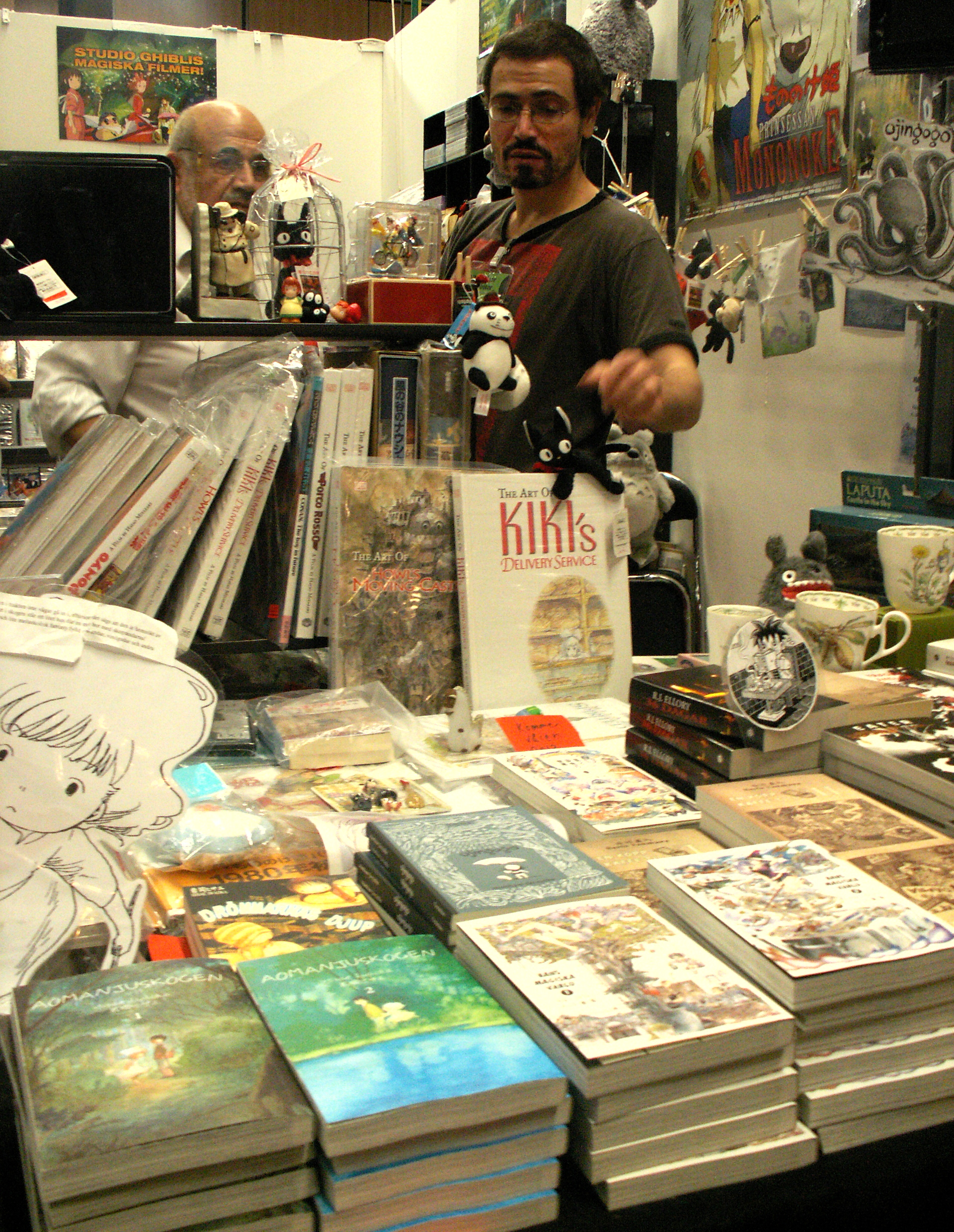
Ordbilder Medias monter på Bok & Bibliotek 2012, med några av förlagets utgåvor i bild (travarna närmast). Ubaiy och Kami Anani syns inuti montern.

Ordbilder media AB (Ordbilder Media AB, ofta marknadsfört som endast Ordbilder) är ett svenskt förlag och datadistributör, baserat i Göteborg. Man ger främst ut manga men har också givit ut några europeiska seriealbum och böcker av olika slag (bland annat med anknytning till anime). Dessutom är man distributör av anime och manga samt datorprodukter.
11 november 2016 meddelades att man efter 13 års verksamhet "gör en paus" i sin bokutgivning, vilket i praktiken innebar att utgivningen tills vidare lades ner. I september 2019 utkom en ny manga av Hisae Iwaoka, Lyckans knappnål.

## Historik
Förlagsavdelningen av bolaget (med rötter tillbaka till 1990-talet) bildades i slutet av 2003. Innan dess var bolaget ett handelsbolag (under namnet Ordbilder) och sysslade då även med IT-konsultverksamhet och som litterär agentur. Man fungerade som mellanled mellan förlag i Norden och Japan, med tanke både på export och import.
Förlaget ställde under ett par års tid ut på Tokyo Book Fair. I Sverige syns man regelbundet på mässor, serie- och SF-festivaler, exempelvis Bok & Bibliotek.

## Utgivning
Större delen av utgivningen har anknytning till japansk litteratur eller kultur. Mangautgåvorna är ofta av serieskapare som berättar inom genrerna saga eller fantasy, en stil som även den kanadensiska Ojingogo ansluter sig till.